# Bułum (Kraj Zabajkalski)
Bułum (ros. Булум) – wieś w Rosji, w Kraju Zabajkalskim, w rejonie ołowiannińskim. W 2010 liczyła 466 mieszkańców.